# راني لاكشميباي
راني لاكشمي باي أو مانيكارنيكا تامبي ملكة ومحاربة هندية حكمت مدينة جانسي بعد وفاة زوجها جانجدهار راو نيفالكار. اشتهرت بقيادتها حرب التمرد الهندي في العام 1857. توفيت في عام 1858 بعد قتال عنيف مع الإنجليز عن عمر يناهز 29 عام. بعد وفاتها سيطر الإنجليز (شركة الهند الشرقية) على جانسي. تعتبر لاكشمي باي بطلة قومية في الهند ونموذج يُحتذى به في الشجاعة والتضحية وحب الوطن.

## المنشأة والولادة
راني لاكشمي باي ولدت في 19 نوفمبر عام 1828 في البلدة المقدسة فارانسي وسميت آنذاك بمانيكارنيكا أو مانو توفيت والدتها عند بلوغها الأربعة أعوام وعن والدها فهو موروبانت تامبي اللذي عمل في محكمة ابن عمه بيشوا واللذي كان حاكما على بيتهور وقد كانت مانو بمثابة ابنة له.
قد اتمت مانو تعليمها في البيت وقد كانت تتحمل المسؤولية مما جعلها تبدو مختلفه عن أبناء جيلها وبالاضافة إلى التعليم قد حصلت على التدريبات من المعلم تاتيا توبي وهو من الأشخاص الذين مدوا يد المساعدة للملكة في الحرب وحتى طوال مسيرتها القتالية. من التدريبات التي تلقتها: ركوب الخيل، المبارزة بالسيف والرماية.
عام 1842 تزوجت مانيكارنيكا من ملك جانسي الملك جانجدهار راو نيفالكار وبعد ذلك سميت ب لاكشمي، في عام 1851 أنجبت راني لاكشمي باي دامودر راو ولكنه توفي بعد 4 أشهر من ولادته بسبب لدغة أفعى ولكن قبل ان يفارق الملك الحياة بيوم عام 1853 كان قد تبنى إبنا (و هو أناند راو وبعد ذلك أصبح دامودر راو) وتم التبني بحضور الضابط الكيس وأوصى الملك جانجدهر راو بأن يتم معاملة الطفل بشكل جيد وأن يحكم مملكة جانسي من بعده، ولكن لم يتم الموافقة على هذه الوصية من قبل شركة الهند الشرقية البريطانية والتي كانت بقيادة الحاكم اللورد دالوسي مما اغضب لاكشمي باي وأحست بالظلم ولكنها صرخت بهم قائله «لا أعطي جانسي خاصتي لاي أحد».
بعد ذلك أُمرت راني لاكشمي باي بأن تخرج من القصر والقلعة ودفع لها ما يقارب الـ60000 روبية كراتب شهري.

## أغسطس 1857 - يناير 1858
من أغسطس سنة 1857 حتى يناير سنة 1858 كانت راني لاكشمي باي تحكم جانسي بسلام حتى اعلنت القوات البريطانيه بانها سترسل بعضا منهم إلى هناك للحفاظ والسيطرة على جانسي ولكن في الواقع لم يذهب أحد إلى الحفلة التي اقاموها حزب السمتشارين اللذين ارادوا الاستقلال عن الحكم البريطاني، وعندما وصلت القوات البريطانيه اخيرا في اذار/مارس وجدوا ان الدفاع قوي وتواجدت اسلحه قويه التي تستطيع ان تشعل المدينة وما حولها، حينها طلب السيد هيو روز تسليم المدينة واذ تم رفض طلبه ستتدمر المدينة، بعد المداولات اللازمة اصدرت راني لاكشمي باي اعلانا: «نحن نكافح من اجل الاستقلال وبكلمات الاله كريشنا، سنفعل إذا كنا منتصرين وسنتمتع بثمار النصر واذ هزمنا وقتلنا في ساحة المعركة فبالتاكيد سنكسب المجد الابدي والخلاص»
دافعت راني لاكشمي باي عن جانسي ضد القوات البريطانيه عندما حاصر السيد هيو روز جانسي في 23 مارس عام 1858. قد بدا القصف في 24 مارس ومقابله تم اطلاق نار كثيف من جيش راني لاكشمي باي وتم اصلاح الدفاعات المتضرره، ارسل المدافعون المساعدات ل تاتيا توبي تم إرسال جيش بما يقارب 20 الف برئاسة تاتيا توبي للتخفيف عن جانسي ولكنهم فشلوا بذلك عندما خاضو الحرب مع البريطانيين في 31 مارس، جزء من القوات البريطانيه واصلت الحصار مع تاتيا توبي وبحلول 2 أبريل تقرر شن الهجوم على القصر عن طريق خرق الجدران وبالرغم من ذلك لقد واجهت القوات البريطانيه المقاومة في جميع انحاء الشوارع وغرف القصر واستمر القتال لليوم التالي ولم يتبقى أي فرصه حتى للنساء والاطفال مما جعل راني لاكشمي باي الخروج من القصر والانتقال إلى القلعة.
وبعد أنت بائت خطط النصر بالفشل قد قررت راني لاكشمي باي الهرب ليلا ومع دامودر راو على ظهرها قفزت راني لاكشمي باي على ظهر حصانها بادال من القلعة وحينها مات الحصان بادال بينما استطاعت راني لاكشمي باي وابنها الهرب من القلعة بالرغم من الحراسة المشدده، بعد ذلك ذهبت إلى كالبي مع عدد قليل من الحراس النساء منهم والرجال حيث اضمت إلى قوات المتمردين بما في ذلك تاتيا توبي احتلوا كالبي واستعدوا للدفاع عنها وفي 22 مايو هاجمت القوات البريطانيه كالبي. كانت القوات الهنديه تحت قيادة راني لاكشمي باي بذاتها وهزمت مره أخرى، وبعدها هربوا إلى غواليور وانضموا إلى القوات الهنديه التي كانت تسيطر على المدينة ولكن تم السيطرة على غواليور من قبل المتمردين دون أي معارضه ولم تستطع راني لاكشمي باي اقناع المتمردين بااستعداد للدفاع عن غواليور ضد القوات البريطانيه والتي توقعت قدومهم قريبا وفي 16 يونيو اخذت قوات الجنرال روز مورار بشن هجوم ناجح على المدينة.
في 17 يونيو وبقيادة الملكة لاكشمي باي وبالرغم من مواجهتها الخيانة العظمى من قبل جزء كبير من جنودها في داخل المعركة قادت راني لاكشمي باي الجيش وواجهت بشجاعه وقوة وقد ذبح ما يقارب ال 5000 جندي هندي ووفقا لبيان شهود عيانون قد ارتدت راني لاكشمي باي الزي الرسمي للمقاتلين وقاتلت الفرسان.
لم تكن راني لاكشمي باي متانيه فجرحت وبعها بقليل عند جلوسها على جانب الطريق ادركت الجندي اللذي بجانبها واطلقت النار عليه، بعد ذلك توفيت متاثره بجراحها ولكن قبل موتها اخبرت الذين كانوا بجانبها انها لا ترغب ان يلمس البريطانيون جسدها لذلك طلبت حرق جثتها وبعد ثلاثة أيام احتلت القوات البريطانيه غواليور، في التقرير البريطاني لهذه المعركة علق هيو روز ان راني لاكشمي باي شخصية ذكية وجميلة وهي «من أخطر القادة الهنود» وذكر بانها دفنت مع حفل كبير تحت شجرة التمر الهندي تحت صخرة غواليور وقبرها في منطقة فول باغ في غواليور. بعد 20 سنه من وفاتها كتب الكولونبل ماليسون في تاريخ التمرد الهندي (المجلد رقم 3 لندن1878) مهما كانت اخطاءها في العيون البريطانيه فان مواطنيها سيتذكرون انه تم معاملتها بطريقه سيئه في التمرد وانها عاشت وتوفيت من اجل بلدها لا يمكننا ان ننسى مساهمتها للهند انها الملكة لاكشي باي.
جورج ماكدونالد فريزر كتب «phlyasamyana في اللعبة الكبرى» على رواية الخيال التاريخية حول وقد وصفت الحركة الهندية. وphlyasamyana والملكة لاكشمي باي لتلبية العديد من النقاط البارزة. مايكل D. النعمة، وكتب باللغة الفرنسية التي «لا phyame sekri» جانسى رواية عن حياتها الشخصية متروك. وكانت الملكة وقربه من أبرز محام الإنجليزية. في 007، مختلطة Jayashree اللغة الإنجليزية «الملكة»، تكوين الرواية. جون الماجستير مكتوبة naitaranarsa البنغال لقد كتب رواية رودني سافاج، وهو ضابط بريطاني يدعى راني لاكشمي باي وحول العلاقة. وفي يناير كانون الثاني عام 1951، نشرت في كتاب الأمريكي gildase الأدبية كان يعرف أفضل كتاب من الشهر الجاري. ولكن من وجهة نظر سياسية، والكتاب يواجه بعض الانتقادات. وكانت رواية تاريخية، وهو النوع الذي يصور جزءا من البريطانيين في الهند.

## من أهم الاشخاص اللذين تواجدو بجانب ملكة جانسي
تاتيا توبي: هو مدرب راني لاكشمي باي ومن علمها ركوب الخيل واستخدام السيف والرماية.
سمر سينج: قد كان أحد اللصوص إلى أن التقى براني لاكشمي باي فتغير بشكل جذري وأصبح من الأوفياء لها ولبلده قد توفي شنقا بالرغم من أن راني لاكشمي باي كانت تملك الأمر بعدم إعدامه الا أنهم أعدموه باكرا.
موتي باي: كانت عشيقة الملك جانجدهر راو واكنت الكره لراني لاكشمي باي ولكنه في نهاية الامر أصبحت من جنود الملكة الشجعان.
كارم: قتل وهو يدافع عن الملكة فهو منع انجليز من وصولهم الي راني لاكشمي باي بينما هي قفزت من القلعة مع طفلها على ظهر حصانها.
كوس خان: مسؤول عن المدافع وساهم في الحروب بشكل إيجابي.

## معرض صور

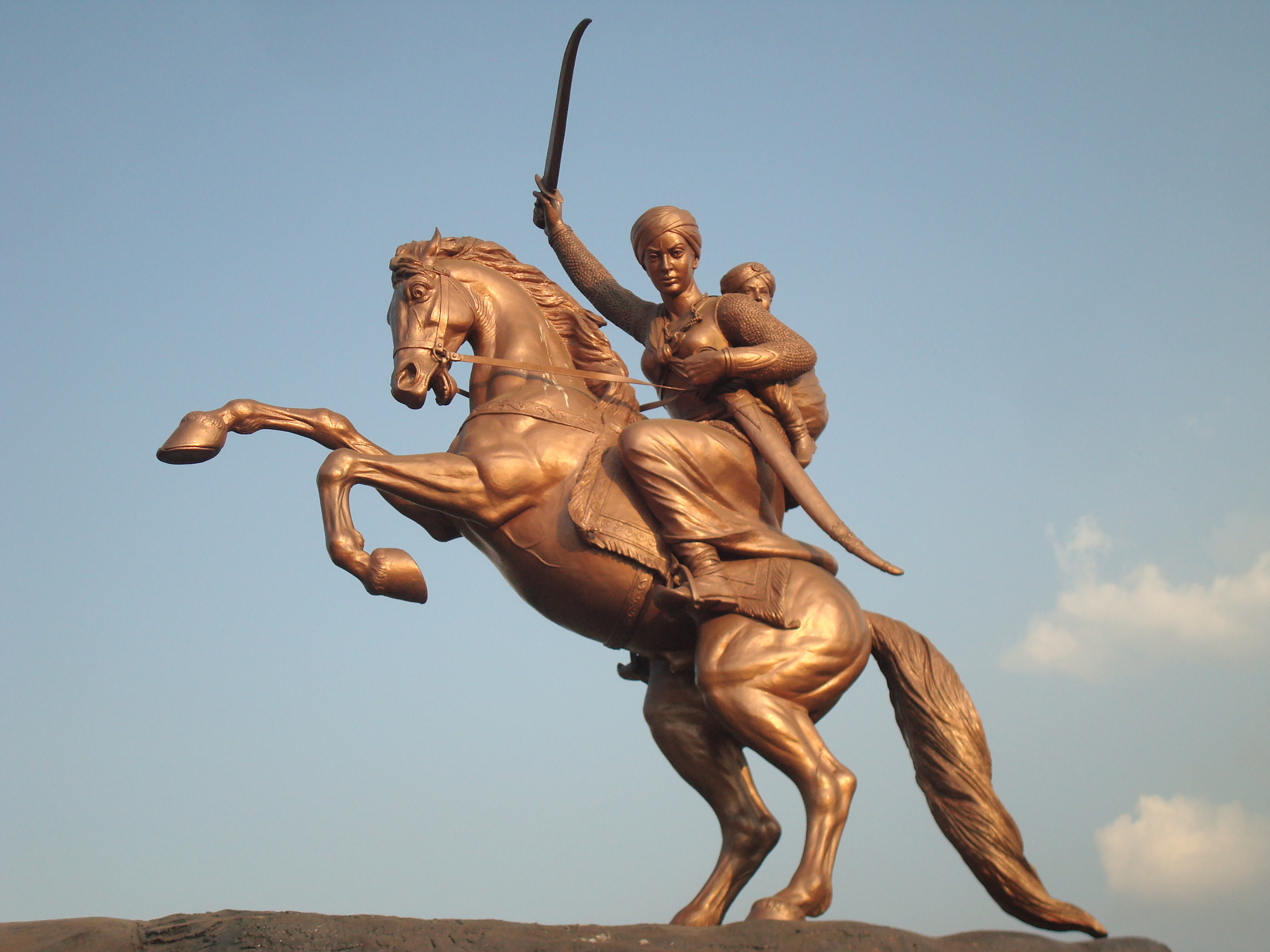
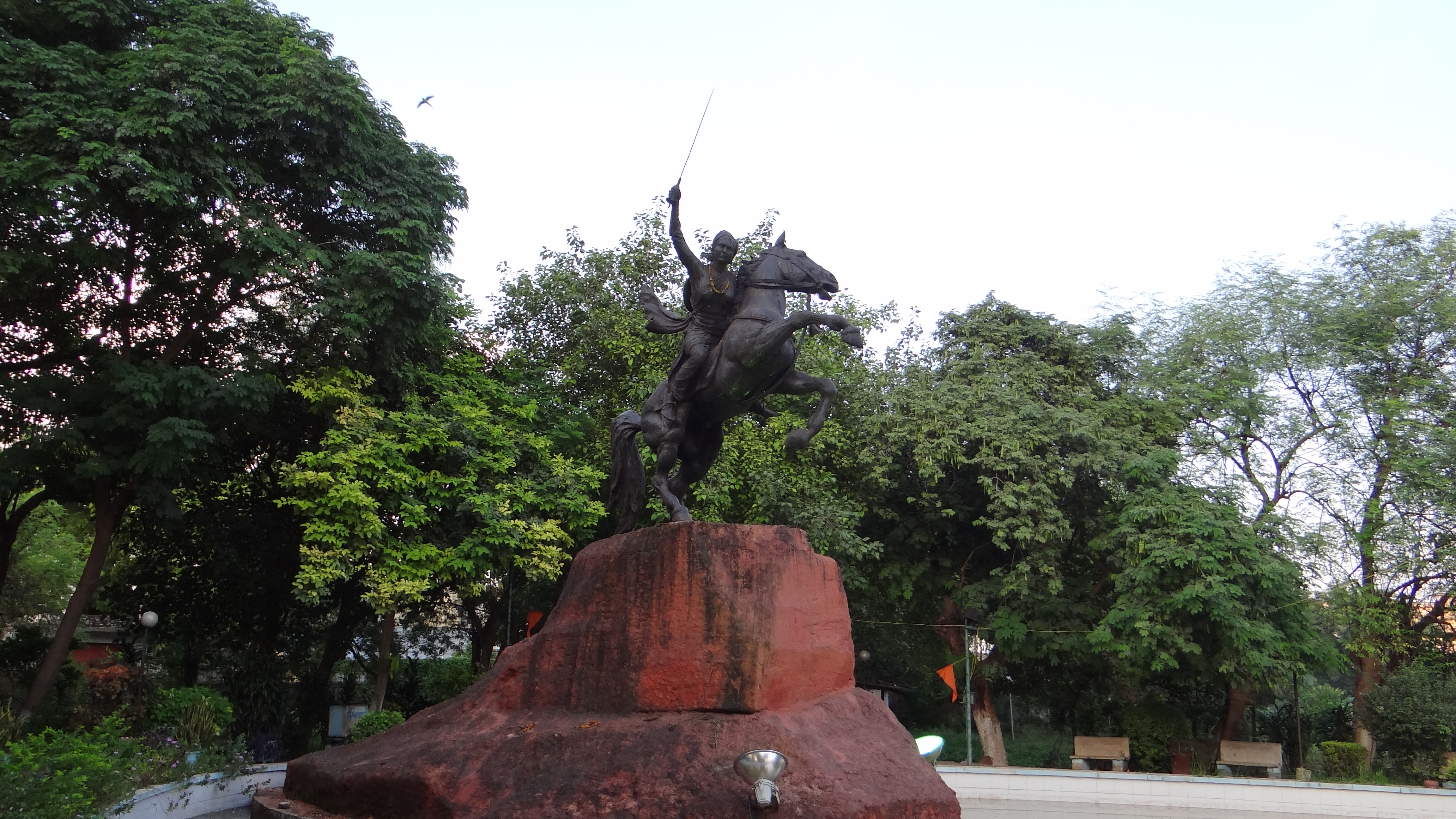
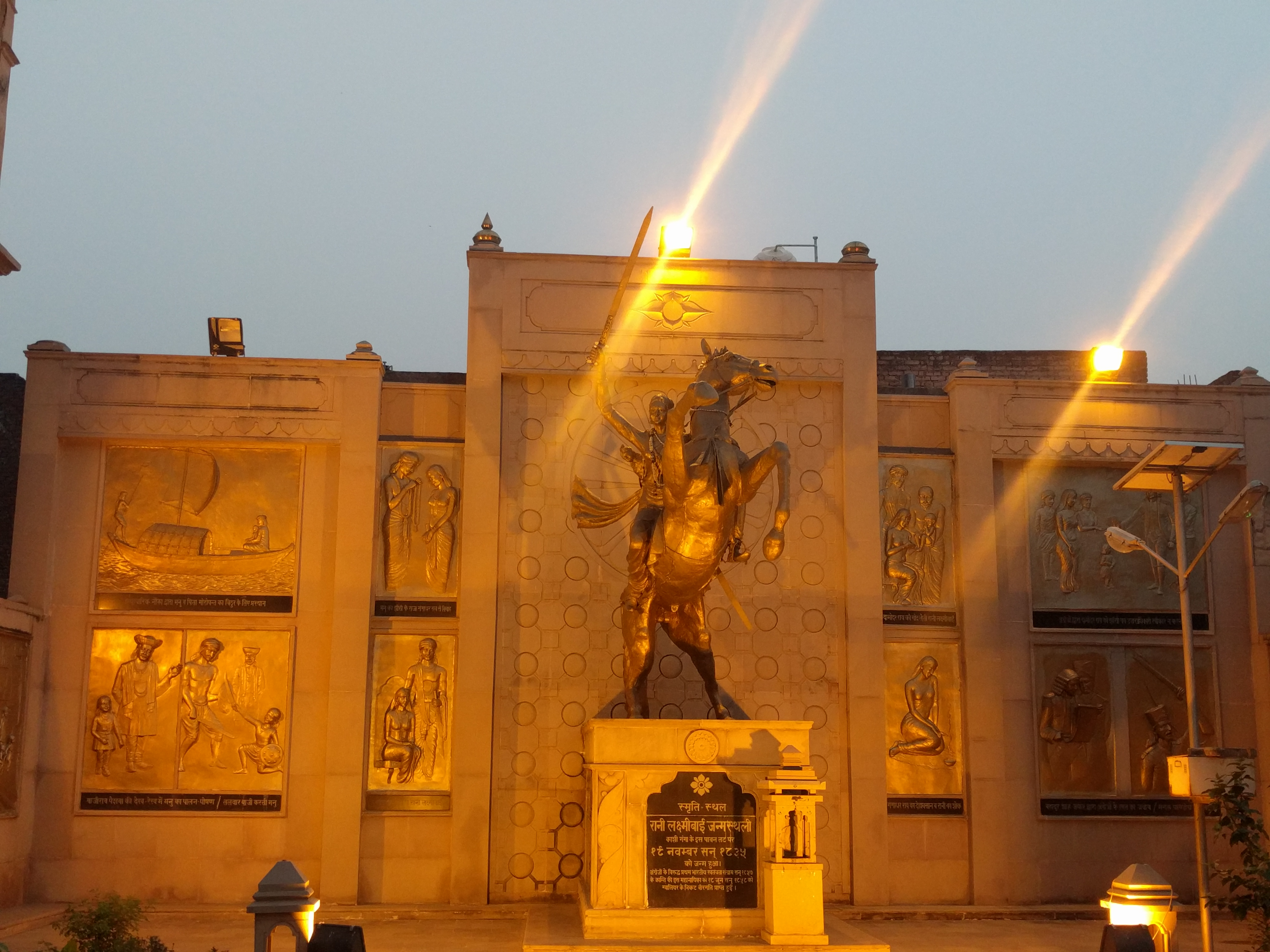
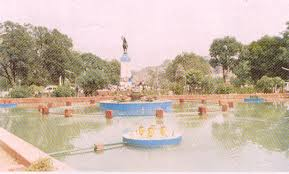

## الأعمال الادبية
جورج ماكدونالد فريزر كتب "phlyasamyana في اللعبة الكبرى" على رواية الخيال التاريخية حول وقد وصفت الحركة الهندية. وphlyasamyana والملكة لاكشمي باي لتلبية العديد من النقاط البارزة.

مايكل D. النعمة، وكتب باللغة الفرنسية التي "لا phyame sekri" جانسى رواية عن حياتها الشخصية متروك. وكانت الملكة وقربه من أبرز محام الإنجليزية.

في 007، مختلطة Jayashree اللغة الإنجليزية "الملكة"، تكوين الرواية.

جون الماجستير مكتوبة naitaranarsa البنغال لقد كتب رواية رودني سافاج، وهو ضابط بريطاني يدعى راني لاكشمي باي وحول العلاقة. وفي يناير كانون الثاني عام 1951، نشرت في كتاب الأمريكي gildase الأدبية كان يعرف أفضل كتاب من الشهر الجاري. ولكن من وجهة نظر سياسية، والكتاب يواجه بعض الانتقادات. وكانت رواية تاريخية، وهو النوع الذي يصور جزءا من البريطانيين في الهند.

## وصلات داخلية
লক্ষ্মী বাঈ

## روابط خارجية
- معلومة خارجية